# Калинин, Алексей Иванович
Алексей Иванович Калинин — советский хозяйственный, государственный и политический деятель.

## Биография
Родился в 1922 году в селе Сосновый Солонец. Член КПСС.
Участник Великой Отечественной войны. С 1950 года — на хозяйственной, общественной и политической работе. В 1950—1982 гг. — конструктор, мастер, заместитель начальника цеха Куйбышевского авиационного завода, секретарь парткома авиационного завода, первый секретарь Кировского райкома КПСС города Куйбышева, первый секретарь Куйбышевского горкома КПСС, секретарь, второй секретарь Куйбышевского обкома КПСС.
Делегат XXII и XXIII съездов КПСС.
Умер в Самаре в 2010 году.